# Darkness (film)
Darkness är en amerikansk-spansk skräckfilm från 2002 i regi av Jaume Balagueró. I rollerna ses bland andra Anna Paquin, Lena Olin, Iain Glen, Giancarlo Giannini och Stephan Enquist.

## Handling
En amerikansk familj flyttar in i ett stort hus på den spanska landsbygden, där ingen bott sedan det användes för en ockult ritual för 40 år sedan. Inom kort börjar mystiska saker hända i huset och familjen misstänker att det är hemsökt.

## Rollista i urval
- Anna Paquin – Regina
- Lena Olin – Maria
- Iain Glen – Mark
- Giancarlo Giannini – Albert Rua
- Fele Martínez – Carlos
- Stephan Enquist – Paul
- Fermin Reixach – Villalobos